# Martin tom Dieck
Martin tom Dieck (* 17. Dezember 1963 in Oldenburg) ist ein deutscher Comiczeichner.

## Leben
Von 1986 bis 1992 studierte er Illustration an der Fachhochschule für Gestaltung in Hamburg, wo er lebt und arbeitet. Seine erste Veröffentlichung hatte er 1993 mit dem Band Der unschuldige Passagier, der während seiner Zeit als Stadtzeichner in Alsfeld entstand. Darin geht es um einen Schiffspassagier, der dem Kapitän vorschlagen will, einen anderen Kurs einzuschlagen, und auf der Suche nach ihm durch das Schiff irrt. Dieck publiziert seitdem avantgardistische Comics und Illustrationen sowohl bei deutschen als auch bei französischen Verlagen, aber auch in Zeitschriften wie Strapazin und in diversen Zeitungen (darunter Süddeutsche Zeitung, Libération und Die Zeit). 2000 war er einer der Zeichner der internationalen Anthologie Comix 2000. 1994 und 2000 erhielt er jeweils den Max-und-Moritz-Preis auf dem Comic-Salon Erlangen. 2005 gewann er auf dem Festival International de la Bande Dessinée d’Angoulême den Prix de l'école supérieure de l'image. Seit dem Wintersemester 2009/10 ist er Professor für Illustration an der Folkwang Hochschule. 2010 wurde Dieck vom Bundesminister Wolfgang Schäuble für die 17. Legislaturperiode in den Kunstbeirat des Bundesministeriums der Finanzen berufen und berät das Ministerium bei der Entwicklung und Gestaltung deutscher Briefmarken.

## Werke
- Der unschuldige Passagier, 1993, Arbeitskreis Stadzeichner Verlag
- L'oud silencieux, 1996, L’Association
- Hundert Ansichten der Speicherstadt, 1997, Arrache Coeur
- Salut, Deleuze!, 1998, Fréon (mit Jens Balzer)
- Die schweigende Laute, 2000, Reprodukt
- Le Visage de l'autre, 2001, Seuil (mit Emmanuel Levinas)
- Monsieur Lingus' Wissen über Wasser, 2001, Reprodukt
- Neue Abenteuer des unglaublichen Orpheus (Die Rückkehr von Deleuze), 2001, Arrache Coeur.